# Radiografi
Radiografi en teknik, der ved hjælp af røntgenstråling, ultralyd eller tilsvarende, giver mulighed for ved billeddiagnostik at se formen af en internt objekt i et legeme. 